# Presidente della RSFJ
Presidente della Repubblica Socialista Federale di Jugoslavia fu, tra il 1953 e il 1980, la più alta carica politica del Paese balcanico. L'unico ad avere occupato tale posto è stato il maresciallo Tito, dichiarato nel 1974 presidente a vita.

## Storia
Nella parte finale della seconda guerra mondiale, il 7 marzo 1945 a Belgrado venne instaurato un governo provvisorio di unità nazionale, nato in seguito all'Accordo Tito-Šubašić stipulato nel 1944, su pressioni degli Alleati, tra i partigiani titini dell'AVNOJ con le autorità in esilio del vecchio Regno di Jugoslavia, sulla base del quale ogni decisione sulla forma di Stato venne sospesa coniando il nome transitorio e neutro di Jugoslavia Democratica Federale, proclamata ufficialmente il 10 agosto 1945.
Il 29 novembre 1945 il Re di Jugoslavia Pietro II venne deposto, mentre era ancora in esilio, dall'Assemblea costituente, influenzata dall'effettivo potere dei comunisti, che proclamò formalmente la Repubblica Federativa Popolare di Jugoslavia (Federativna Narodna Republika Jugoslavija, FNRJ), mettendo fine alla monarchia dei Karađorđević. Il suo primo Capo di Stato fu Ivan Ribar in qualità di 1º Presidente della Presidenza dell'Assemblea popolare della Repubblica Federativa Popolare di Jugoslavia mentre il Maresciallo Tito divenne Primo Ministro. Nel 1946 venne promulgata una nuova costituzione entrata in vigore alla data della sua promulgazione il 31 gennaio 1946. La carica di capo dello stato veniva esercitata in forma direttoriale dal Presidium dell'Assemblea nazionale e Ivan Ribar in quanto Presidente del Presidium dell'Assemblea nazionale è stato capo di stato nominale dal 1945 al 1953, quando con la nuova costituzione venne creata la carica di Presidente della Presidenza della Repubblica Federativa Popolare di Jugoslavia. 

### Costituzione del 1953
La Costituzione jugoslava del 1953, che è stata la seconda legge fondamentale della Repubblica Federativa Popolare di Jugoslavia, entrata in vigore il 13 gennaio del 1953 venne emanata come una serie di emendamenti alla Costituzione del 1946; gli organi esecutivi fino ad allora più importanti, il Presidium dell'Assemblea nazionale della FNRJ, il cui Presidente era nominalmente capo dello stato, e il Governo, furono sostituiti da due autorità esecutive dall'Assemblea nazionale: il Presidente della Repubblica e il Consiglio esecutivo federale, che erano responsabili, sulla carta, dell'operato dell'Assemblea, con il Presidente della Repubblica che era anche il Presidente del Consiglio federale esecutivo. Con la nuova costituzione contestualmente alla promulgazione della nuova Costituzione il Maresciallo Tito venne eletto Presidente della Repubblica.

### Costituzione del 1963
Con la nuova Costituzione del 1963 venne cambiata la denominazione ufficiale dello stato in Repubblica Socialista Federale di Jugoslavia (serbo-croato: Socijalistička Federativna Republika Jugoslavija, SFRJ), in corrispondenza della nuova Costituzione in senso presidenzialista ed esplicitamente socialista.
Con gli emendamenti costituzionale adottati il 30 giugno 1971 i compiti della federazione furono ridimensionati nel campo degli investimenti e della legislazione, dando così ancora più autonomia alle repubbliche e alle province autonome e la Presidenza della Repubblica divenne un organo collettivo dotato di iniziativa politica e legislativa. Tito divenne sia Presidente della Repubblica sia Presidente della Presidenza della Repubblica Socialista Federale di Jugoslavia; inoltre, gli organi federali furono riformati su base paritaria.

### Costituzione del 1974
Con la Costituzione del 1974, entrata in vigore il 21 febbraio, che rafforzava il federalismo, le province all'interno della Repubblica Socialista di Serbia (la Voivodina e il Kosovo) ricevettero maggiori diritti ottenendo le loro presidenze di stato e di partito. La costituzione proclamò anche Josip Broz Tito come presidente a vita.  e il suo nome venne inserito nel testo della costituzione. stabilendo che dopo la sua morte, tutte le sue funzioni sarebbero state trasferite alla Presidenza della Repubblica Socialista Federale di Jugoslavia. 
Alla morte di Tito, il 4 maggio del 1980, tutti i poteri del Presidente vennero assunti in forma direttoriale come "capo di Stato collettivo" dalla Presidenza della Repubblica Socialista Federale di Jugoslavia, composta da un rappresentante di ogni Repubblica e Provincia Autonoma per un totale di otto membri.